# Plútarchos (biskup Byzantionu)
Plútarchos (řecky: Πλούταρχος; † 105) byl biskup Byzantionu.
Sloužil šestnáct let jako biskup Byzantionu jako nástupce Polykarpa I. Během jeho episkopátu roku 98 došlo k perzekuci křesťanů vyhlášené císařem Traianem. Stejně jako jeho předchůdci byl pohřben v katedrálním chrámu v Argyrópolisu.